# Cartosio
Cartosio (Cartòs in piemontese) è un comune italiano di 717 abitanti della provincia di Alessandria in Piemonte.

## Geografia fisica

### Territorio
Il territorio del comune di Cartosio è prevalentemente collinare, con il torrente Erro che scorre al centro della sua valle. Il centro abitato si trova su una mensola fluviale formatasi a seguito dell’erosione da parte del torrente delle rocce sedimentarie del fondovalle. A sud del paese di trova la collina del Pallareto, che significa “collina a mantello”, per via della sua forma, che copre la valle, ai cui piedi si apre un’area agricola pianeggiante. A est si innalzano i rilievi boscosi che hanno come culmine Ponzone, che è una montagna, in quanto è a un’altitudine superiore ai 600 m s.l.m. A nord la stretta valle incisa dell’Erro si apre in una vallata più ampia, sovrastata dalla collina delle Bancarelle, che segna il confine con il comune di Melazzo. A ovest, al confine col comune di Montechiaro d’Acqui, si erge imponente una collina, detta “I Carozzi”, che significa “collina/altura delle pietre/pietrosa”, sulla cui cima sono state installate le antenne e i ripetitori per le telecomunicazioni. Il centro abitato è delimitato a est dalla gola profonda 10 m del Retano della Villa, che in corrispondenza del campo da calcio si divide e prende il nome di Rio Niscarone, che drena la piana a sud del borgo e le colline circostanti.
Geologia
Cartosio fa parte delle ultime propaggini dell’Appennino ligure, che poi degrada verso la pianura. Le rocce del territorio sono di tre nature principali: a sud il substrato roccioso è costituito da ofioliti del gruppo di Voltri, formatisi nel tardo Giurassico, le cui proprietà permettono all’acqua di infiltrarsi e, dopo circa 8000 anni, di riemergere presso le sorgenti termali della vicina Acqui; al di sotto del paese, al centro, sono presenti rocce sedimentarie a ciottoli cementificati, appartenenti alla formazione di Molare, formatisi probabilmente in un antico delta fluviale durante l’Oligocene, circa 33 milioni di anni fa, coperti da argille e sabbie fluviale del Pleistocene medio, infine, sui rilievi settentrionali si possono notare rocce di natura calcarea e arenaria, localmente detti tufi, formatisi in acque più profonde e in alcuni casi contenenti fossili, appartenenti alla formazione di Rocchetta, detta anche di Rigoroso, formatasi successivamente a quella di Molare circa 29 milioni di anni fa in acque più profonde. La regione probabilmente emerse a seguito dell’orogenesi appenninica nel Neogene e in seguito venne scolpita dagli agenti atmosferici e fluviali per creare la vallata attuale, caratterizzata da varie terrazze fluviali testimoni di vari gradi di erosione da parte del torrente e profondi canyon dei rii laterali. 
Storia naturale
Il comune si trova nell’ecoregione delle foreste di sclerofille e semidecidue italiane, all’interno del bioma delle foreste, boschi e macchia mediterranei nel reame biogeografico paleartico. Quando i primi esseri umani si stabilirono nella zona, il territorio faceva parte della steppa dei mammut, un bioma arido e freddo, che si estendeva fino alla Siberia. Dopo la deglaciazione, circa 10.000 anni fa, la steppa scomparve e lasciò il posto alle attuali foreste. La flora è costituita da querce, castagni, anche se piantati dall’uomo, ciliegi, frassini, pioppi, salici, noccioli e noci. Sono infestanti le alloctone robinie, chiamate gaggie, che in alcuni posti favoriscono solo la crescita dei rovi, soffocando le altre piante. In primavera, nei prati, è possibile ammirare rare specie di orchidee selvatiche, che si è cercato di salvaguardare attraverso iniziative sponsorizzate dall’amministrazione comunale. Non è raro nei boschi trovare esemplari di pino silvestre, a volte piantati a volte spontanei. A tarda estate e inizio autunno, se le condizioni meteorologiche sono giuste, è abbondante la crescita micelica. La fauna selvatica terrestre fino a pochi anni fa era costituita da mammiferi di piccola taglia e sole due specie di grandi ungulati, il cinghiale e il capriolo. Nell’ultimo decennio si è assistito al ritorno del lupo italico, anche se i suoi numeri sono ancora troppo bassi perché avvenga un controllo della popolazione di erbivori. Sono stati osservati anche dei pipistrelli. La zona in primavera e autunno è testimone del passaggio di gru e oche in migrazione. Le specie di uccelli stanziali includono germani reali, passeri, pettirossi, storni, poiane, falchi, picchi verdi, aironi cinerini e aironi bianchi maggiori, piccioni, colombacci, civette e upupa, mentre d’estate sono presenti le rondini. Storicamente era stata segnalata nel torrente Erro la presenza della lontra, dell’anguilla e del gambero di fiume, a oggi apparentemente scomparsi. La situazione si è aggravata allorché è stata segnalata la presenza del pesce siluro, rilasciato illegalmente, che ha decimato la popolazione ittica. Nel complesso la biodiversità è ancora molto bassa, ma si spera che in futuro possa aumentare, diventando anche un’attrattiva per l’ecoturismo.
Clima
| Spigno Monferrato  | Mesi | Mesi | Mesi | Mesi | Mesi | Mesi | Mesi | Mesi | Mesi | Mesi | Mesi | Mesi | Stagioni | Stagioni | Stagioni | Stagioni | Anno |
| Spigno Monferrato  | Gen  | Feb  | Mar  | Apr  | Mag  | Giu  | Lug  | Ago  | Set  | Ott  | Nov  | Dic  | Inv      | Pri      | Est      | Aut      | Anno |
| ------------------ | ---- | ---- | ---- | ---- | ---- | ---- | ---- | ---- | ---- | ---- | ---- | ---- | -------- | -------- | -------- | -------- | ---- |
| T. max. media (°C) | 5,6  | 9,8  | 14,4 | 19,3 | 24,0 | 27,8 | 30,6 | 29,2 | 24,9 | 18,1 | 11,0 | 7,0  | 7,5      | 19,2     | 29,2     | 18,0     | 18,5 |
| T. min. media (°C) | −2,6 | −0,8 | 3,1  | 7,4  | 11,1 | 14,6 | 16,3 | 15,6 | 12,6 | 7,7  | 3,3  | −0,4 | −1,3     | 7,2      | 15,5     | 7,9      | 7,3  |

- Classificazione climatica: zona E, 2504 GG[4]

## Storia

### Etimologia
Il nome di Cartosio compare in documenti risalenti all’ XI secolo col nome di Cartosium. Il toponimo potrebbe derivare dalla radice ligure preindoeuropea “kart” che indicherebbe una radura o un campo, mentre -osium era un suffisso comune nel latino medievale per indicare dei territori. È probabile che il nome indicasse originariamente il territorio della vallata, per poi diventare in nome dell’abitato. Quindi vorrebbe dire: “Luogo dei campi”.

### L’antichità
La regione di Cartosio è stata abitata da tempo immemore. Prima della conquista romana la zona era abitata da una tribù di Liguri, gli Stazielli, che avevano come centro l’oppidum di Caristum. Benché il nome dell’antica città abbia una certa somiglianza con quello dell’attuale villaggio, gli storici moderni credono che essa fosse la moderna Acqui Terme. Nel 173 a.C. i Romani sconfissero gli Stazielli e iniziarono a romanizzare la regione con la fondazione di Aquae Statiellae, Acqui, attratti dalle acque termali curative. Per servire la città, all’epoca di Augusto venne costruito un acquedotto, i cui resti per la maggior parte sotterranei sono stati identificati. La fonte dell’acquedotto era situata nell’odierno territorio comunale di Cartosio, come dimostrano la presenza, sotto alla località Tempuccio, di un foro nella roccia della sponda del fiume, anche se probabilmente c’era un’altra presa più a monte, probabilmente a Lagoscuro, mai trovata. La valle, in età romana, era probabilmente coltivata e sviluppata, dato che in passato avvenivano occasionali ritrovamenti di reperti archeologici, mai investigati più a fondo.
Il Medioevo
A seguito della caduta dell’Impero romano d’Occidente nel 476 d.C., con la decadenza dei grandi centri urbani, la popolazione si rifugiò nelle campagne, arroccandosi sulle colline per proteggersi dalle incursioni. A seguito della creazione del regno longobardo, il confine tra esso e i possedimenti Impero Romano d’oriente finì per passare per il comune di Cartosio, come testimonia il ritrovamento di un muro risalente a quel periodo nella frazione di Rivere. Il primo centro abitato della valle si chiamava Borgo e non corrispondeva a quello moderno; si trovava bensì a poco meno di 1km a nord-est, dove tuttora esiste la chiesa di San Pietro, tradizionalmente ritenuta la prima della zona. Nell’alto medioevo Cartosio faceva parte della Marca Aleramica, venendo in seguito posseduta dai marchesi di Ponzone. Attorno al XII secolo venne creato una contea e il comune passò alla famiglia astigiana degli Asinari, che lo possedette per secoli fino al 1815 circa. Una leggenda popolare afferma che all’epoca la torre era già presente nella sua posizione attuale e venne in parta demolita dagli astigiani, che la ricostruirono nella sua forma attuale e fondarono un intero centro abitato attorno, destinato ai militari, con opportuni svaghi, mentre la maggior parte della popolazione civile continuava a risiedere a Borgo, che però nell’arco di pochi secoli venne abbandonato a causa delle frane a cui era soggetto. Sempre nel XII secolo, seguendo le sorti della sua città madre, Acqui, la contea di Cartosio entrò a far parte del Marchesato del Monferrato. In quel periodo il paese era di vitale importanza, poiché era attraversato da un’antica strada che conduceva al mare e alle saline e cave di argilla di Albisola, i cui prodotti erano richiesti nell’entroterra.
L’età moderna
Dopo la guerra di successione spagnola e in conformità con il trattato di Utrecht, nel 1708 Cartosio entrò a far parte delle terre di casa Savoia, i cui duchi prima e poi re continuarono a investire gli Asinari della contea. Il territorio vide ingenti distruzioni e passaggio di innumerevoli eserciti nemici e amici, che non giovarono alla già precaria vita della massa di contadini. Durante le guerre napoleoniche per esempio prima avvenne il transito dell’armata austro-sabauda verso Savona, e poi il breve passaggio di quella francese, diretta ad Acqui, dove si trovava Napoleone, che vi restò qualche giorno prima di dirigersi verso Marengo. A seguito dell’annessione del Piemonte all’Impero francese, Cartosio entrò a far parte del dipartimento di Montenotte, salvo poi essere recuperata dai Savoia dopo la sconfitta di Napoleone del 1814-15.
L’età contemporanea
Dopo il congresso di Vienna, l’estinzione degli Asinari e l’abolizione dei feudi, l’ex-contea venne riorganizzata in una primitivo comune, mantenendo i suoi vecchi confini, che spiegano la presenza di un’exclave non connessa al resto del territorio comunale, nei pressi di un’antichissima cava di marmo cipollino. Nel 1836 Cartosio venne colpita duramente da un’epidemia di colera che fa precipitare la popolazione da 500 a soli 100 individui e che spinse le autorità a trasferire il cimitero dall’area circostante la chiesa parrocchiale, che venne ampliata, alla posizione attuale. Negli anni seguenti la popolazione crebbe di nuovo e agli inizi del XX secolo si contavano quasi 1500 abitanti tra il paese e le varie frazioni e località. Negli anni ‘70 del XIX secolo si propose di far passare la ferrovia tra Acqui e San Giuseppe di Cairo per il comune, ma la popolazione si oppose e si scelse quindi il tracciato attuale. La partecipazione del paese alla I guerra mondiale  è testimoniata dal monumento in piazza, sotto alla torre, che commemora i caduti della I, della II guerra mondiale e della guerra d’Etiopia. Negli anni ‘20 il castello venne venduto a privati e abbattuto eccetto pochi avanzi, lasciando la torre come ultima testimonianza del passato medievale militare del centro, ma anch’essa cadde in rovina. In questo periodo si diffuse la tradizione di organizzare una sagra il I maggio di ogni anno, che inizialmente era una polentata. Nel 1936 il pentolone di rame venne dato via per contribuire agli sforzi bellici in Etiopia e la polenta venne sostituita dalle frittelle. Durante la II guerra mondiale nelle zona erano presenti dei gruppi partigiani, ma per fortuna non ci furono rappresaglie da parte dei nazisti e dei collaborazionisti fascisti. Il dopoguerra fu caratterizzato da un costante declino della popolazione e a oggi si contano circa 575 persone, mentre l’abbandono delle campagne ha permesso alla fauna selvatica di reclamare ciò che un tempo era suo, col ritorno dei lupi, ma con anche la sventurata estinzione locale dell’anguilla e della lontra, causata molto probabilmente dal grave inquinamento del Bormida, che le anguille percorreva per raggiungere l’Erro, e dalla costruzione di sempre più briglie e guadi su quest’ultimo che intrappolano i sedimenti, alterano il normale corso fluviale e posso peggiorare le alluvioni, oltre che a impedire ai pesci di risalire. Inoltre, circa nel 2014, un ignoto ha liberato illegalmente degli alloctoni pesci siluro nel già citato Lagoscuro, che si sono diffusi a monte e a valle e hanno sterminato la popolazione ittica autoctona, che ora è limitata a monte di alcune rapide. Negli anni ‘80 si è intrapreso il restauro della torre, con il restauro degli ambienti interni e la realizzazione di una scala a chiocciola per l’accesso, non quello originale, ma uno realizzato nel XIX secolo, e un parapetto sulla sommità, anche se ristretto, realizzati da due locali, Domenico Romano e Vittorio Milano. Durante il mandato di Gianni Pettinati, nel 2004, venne inaugurata la piscina comunale, notevole fonte di attrazione durante l’estate, che nel 2023 è stata dedicata al compianto sindaco sovracitato. Nel 2014 la torre è stata oggetto di ulteriori restauri e ammodernamenti per consentire la visita a tutte le sue parti con il rifacimento della pavimentazione della sommità e la posa di una ringhiera a bordo che ha sostituito la vecchia molto più stretta, mentre è stato creato un campo da calcio per i ragazzi in sostituzione al precedente complesso polisportivo intitolato a Giovanni Pettinati, ciclista nativo di Cartosio, franato qualche mese dopo la sua ristrutturazione del 2011 e ora in fase di bonifica.
Simboli
Lo stemma e il gonfalone sono stati concessi con decreto del presidente della Repubblica del 17 maggio 1983.
Il gonfalone è un drappo troncato di verde e di giallo. Il 29 settembre 2024 per la prima volta, accanto alla bandiera italiana, è stata issata sulla cima della torre la bandiera del comune, basata sul gonfalone, seguita l’11 ottobre dalla bandiera europea, disposte in conformità al cerimoniale di Stato.

## Monumenti e luoghi d'interesse

### Architetture religiose

#### Chiesa di Sant'Andrea apostolo
La chiesa parrocchiale di Sant'Andrea apostolo fu edificata sicuramente prima del 1600 anche se se ne ignora la data esatta. Fu modificata più volte nel corso dei secoli: secondo Goffredo Casalis la chiesa è stata riedificata nel 1619, il Padre Gabriele Roffredo nel 1701 costruì l'altare maggiore, don Carlo Giuseppe Scazzola ampliò e restaurò l'edificio nella seconda metà dell'Ottocento dotandolo di un protiro e di una porta barocca.
La chiesa è divisa in tre navate a volta separate da due file di colonne, è lunga circa 14 metri compreso il presbiterio ed è larga circa 11 metri. Ha un campanile alto circa 35 metri con 6 campane. Secondo la Relazione dello stato della Parrocchia di Sant'Andrea nel luogo di Cartosio, scritta da don Carlo Giuseppe Scazzola intorno agli anni trenta dell'Ottocento, esistevano cinque altari: nel presbiterio l'altare maggiore, nella navata destra l'altare di Sant'Anna e quello del Santo Rosario, nella navata sinistra quello di San Concesso (del 1705) e quello di San Sebastiano. Attualmente, oltre all'altare principale, esistono solo due altari.
L'interno della chiesa è stato in gran parte affrescato da Lorenzo Lajolo (1877-1947) nel primo Novecento. Ai lati dell'altare maggiore si trovano due dei suoi affreschi che rappresentano l'Annunciazione e l'Orazione nell'orto degli ulivi realizzati con la tecnica del fresco secco. Illuminano l'ambiente dieci vetrate istoriate prodotte dalla ditta Gibo.

#### Altre chiese
- Chiesa di San Rocco e San Sebastiano: oratorio edificato nel 1694 sede di una confraternita e trasformato in asilo nel 1954.
- Chiesa dell'Ascensione di N.S.G.C. del Borgo.
- Chiesa della Natività di Maria Vergine: nella Regione di Pallareto.
- Chiesa di San Bernardo e San Defendente: nella frazione di Saquana.
- Chiesa di San Rocco: nella Regione di Castellarolo.
- Chiesa di San Martino: costruita nel 1636 vicino alla Borgata della Colombara. È stata ricostruita in seguito ad un'alluvione.
- Chiesa di Sant'Antonio Abate: edificata nel 1631 nella Borgata della Caliogna.
- Chiesa della Beata Vergine Addolorata: costruita nel 1714 nella regione Oltre Erro.
- Chiesa di San Pietro Apostolo: nella Regione di Piano, sulla strada per la frazione Garini.
- Chiesa di San Giovanni Battista: edificata attorno al 1923 nella frazione di Rivere.

### Architetture militari

Cartolina degli anni venti che mostra gli "Avanzi del Castello"

Negli anni venti erano ancora visibili i ruderi di un castello feudale collocabile tra il XIII e il XIV secolo, costruito a sua volta su ruderi preesistenti che non sono databili. Oggi al suo posto sorgono due abitazioni private.
Il paese è caratterizzato da una torre medievale che spicca nel centro della piazza principale che fu edificata tra il XII e il XIII secolo da costruttori anonimi, ma probabilmente provenienti da Casale Monferrato.
La torre è stata costruita con l'arenaria locale cementata con conci. È alta 22,4 metri e ha una pianta rettangolare che si restringe fino all'inizio della verticale posta a 4,3 metri dal suolo: i lati alla base misurano 10,0 e 8,2 metri e si accorciano a 9,6 e 7,8 metri. In origine la torre raggiungeva i 25 metri di altezza perché presentava un parapetto merlato, distrutto il 2 dicembre 1296 dalle milizie Astigiane.

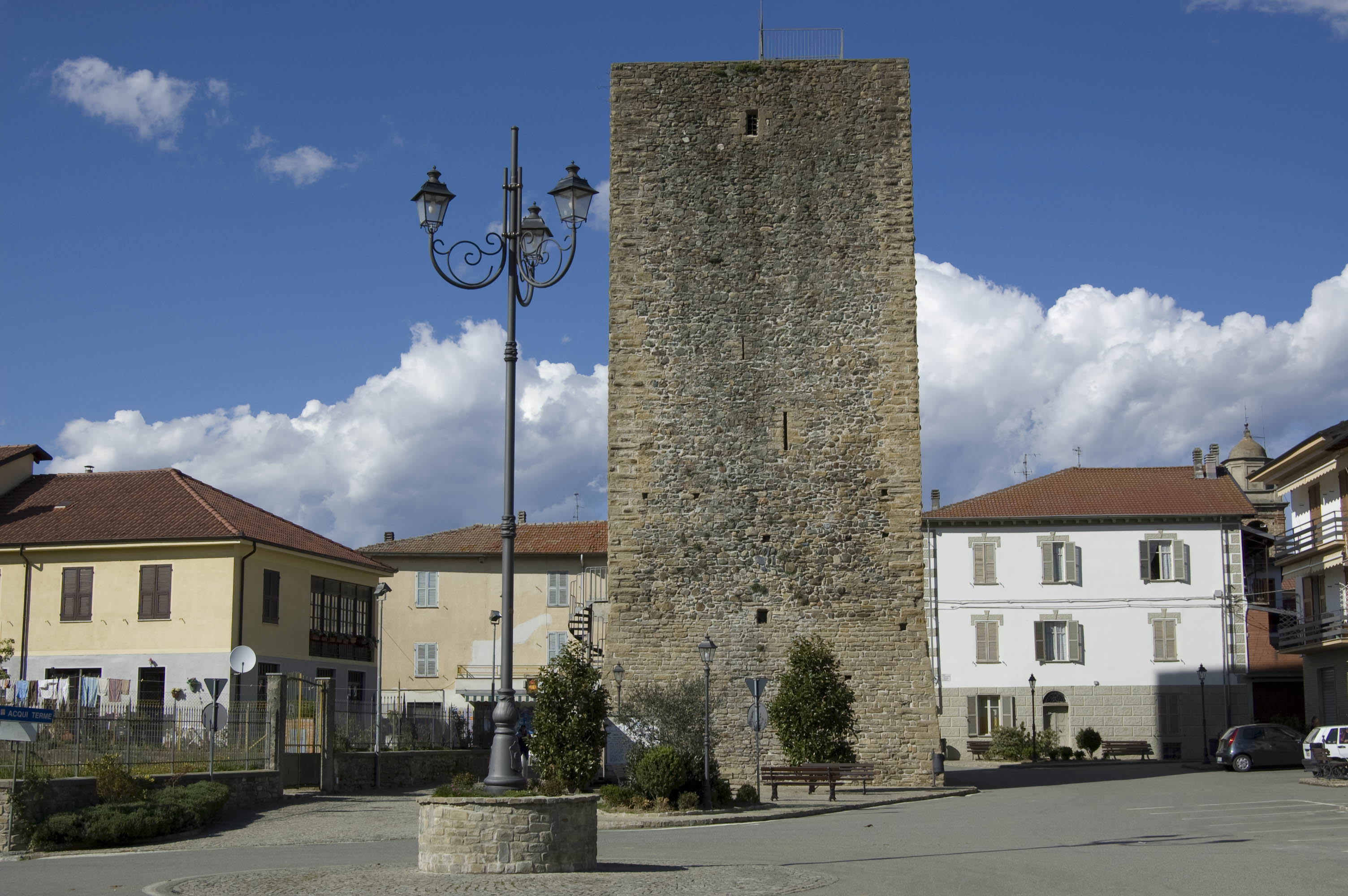
La torre oggi

È formata da sette piani di un unico vano: il primo (interrato per quattro metri), il secondo, il quarto e settimo sono a volta e gli altri tre piani erano coperti da un tavolato in legno, asportabile, ora demolito. I piani non erano collegati tramite una scala girante attorno al muro, ma con botole quadrilatere poste agli angoli nord-ovest e sud-est. Il primo piano era adibito a cisterna ed alimentato da acqua sorgiva ancora oggi attiva, il secondo era una prigione, il quarto era un magazzino delle scorte alimentari, il quinto era destinato a cucina e mensa, il sesto era un dormitorio mentre il settimo serviva per l'avvistamento e da qui si poteva raggiungere una terrazza per la vedetta.
Particolarità di questa torre, unica nel Monferrato, è la presenza di un'apertura detta "pustella" nella parete esterna ovest a 11,5 metri dal suolo. A questa apertura si accedeva tramite un ponte levatoio che poggiava su un muro del castello limitrofo oggi non più esistente.

### Monumenti

#### Monumento al disastro aereo
Sulla strada che dal paese conduce alla Regione di Pallareto si trova un monumento dedicato ai caduti di un incidente aereo avvenuto in loco la mattina del 7 dicembre 1940. In quel giorno un Savoia-Marchetti S.M.79 precipitò a causa di un'avaria al motore oppure per le cattive condizioni meteorologiche causando la morte del Generale Pietro Pintor, capo della Commissione Italiana d'Armistizio con la Francia (CIAF), e dei suoi sei subordinati: Generale di squadra aerea Aldo Pellegrini, Col. Pil. Attilio Corti, Magg. Cesare Quinto, Cap. Pil. Giuseppe Cadel, M.llo 2º cl. Ettore Alberi, Serg. Magg. Paolo Cinti. Il monumento si compone di una base a gradoni semicircolare sulla quale è posto un cumulo di pietre bianche che sorregge una lapide di marmo e un'elica spezzata dell'aereo.

#### Monumento ai caduti
Vicino alla torre si trova un monumento dedicato ai caduti della prima e della seconda guerra mondiale composto da due lastre in marmo su cui sono scritti i vari nomi.
Venne inaugurato il 19 settembre 1920 e consisteva solamente della lastra dedicata ai morti nella Grande Guerra attaccata al lato sud della torre ad un'altezza di circa due metri dal suolo. Negli anni seguenti fu scavata una fontanella e fu costruito un giardinetto al di sotto di essa.
Durante il restauro della torre, avvenuto nei primi anni novanta, le lastre furono spostate nel luogo attuale e poste su un nuovo basamento con una fontanina nel centro.

## Società e cultura locale

### Evoluzione demografica
Abitanti censiti

Nel 1804 a Cartosio abitavano 650 persone mentre nel 1836, secondo Goffredo Casalis, erano scese a un centinaio.

### Festività ed eventi
Attualmente a Cartosio si tengono 4 sagre, organizzate dall’amministrazione comunale e della Proloco: la primavera fruttuosa, la III domenica di marzo, incentrata sulle piante da frutto e sugli innesti; la festa delle frittelle, la IV domenica di maggio, la più antica del paese, con distribuzione di frittelle tutto il giorno; la festa delle castagne, la II domenica di ottobre e l’autunno fruttuoso, la II domenica di novembre, incentrata sui frutti autunnali. Durante la mattinata di solito si fanno camminate nella circostante campagna, mentre al pomeriggio si tengono convegni in piazza insieme a un mercato. In estate da qualche anno si tiene la Mangialonga, una camminata notturna con degustazione di prodotti locali, seguiti da un rinfresco e da una mini festa nel campo da calcio. Fino al 2019 era consuetudine organizzare, il III sabato di agosto, l’Asado, una grande serata a base di carne con i tavoli sistemati nella piazza, che culminava con l’arrivo e la distribuzione di una torta gigante su un carro e, nelle ultime edizioni, in una discoteca; dopo il 2020 non è stata più organizzata, ma si sta pensando di reintrodurla in quanto era una tradizione molto radicata.
Minoranze etniche
Al 31 dicembre 2010 a Cartosio risultano residenti 83 cittadini stranieri, rappresentanti il 10,23% della popolazione. La comunità nazionale più numerosa è quella marocchina con 36 persone, seguita da quella rumena con 15.

## Amministrazione
Di seguito è presentata una tabella relativa alle amministrazioni che si sono succedute in questo comune.
| Periodo        | Periodo        | Primo cittadino       | Partito                    | Carica  | Note   |
| -------------- | -------------- | --------------------- | -------------------------- | ------- | ------ |
| 28 giugno 1985 | 21 maggio 1990 | Desiderio Morena      | lista civica               | Sindaco | [ 12 ] |
| 21 maggio 1990 | 24 aprile 1995 | Francesco Gaino       | lista civica               | Sindaco | [ 12 ] |
| 24 aprile 1995 | 14 giugno 1999 | Desiderio Morena      | centro                     | Sindaco | [ 12 ] |
| 14 giugno 1999 | 14 giugno 2004 | Gianlorenzo Pettinati | lista civica               | Sindaco | [ 12 ] |
| 14 giugno 2004 | 8 giugno 2009  | Gianlorenzo Pettinati | lista civica               | Sindaco | [ 12 ] |
| 8 giugno 2009  | 26 maggio 2014 | Francesco Mongella    | lista civica               | Sindaco | [ 12 ] |
| 26 maggio 2014 | 26 maggio 2019 | Mario Morena          | lista civica Fare comunità | Sindaco | [ 12 ] |
| 26 maggio 2019 | 9 giugno 2024  | Mario Morena          | lista civica Fare comunità | Sindaco | [ 12 ] |
| 9 giugno 2024  | in carica      | Mario Morena          | lista civica Fare comunità | Sindaco | [ 12 ] |

### Altre informazioni amministrative
Il comune faceva parte della Comunità Montana Suol d'Aleramo.

## Galleria d'immagini

Il panorama di Cartosio negli anni '30 - '40
Cartosio - Cartolina anni '60
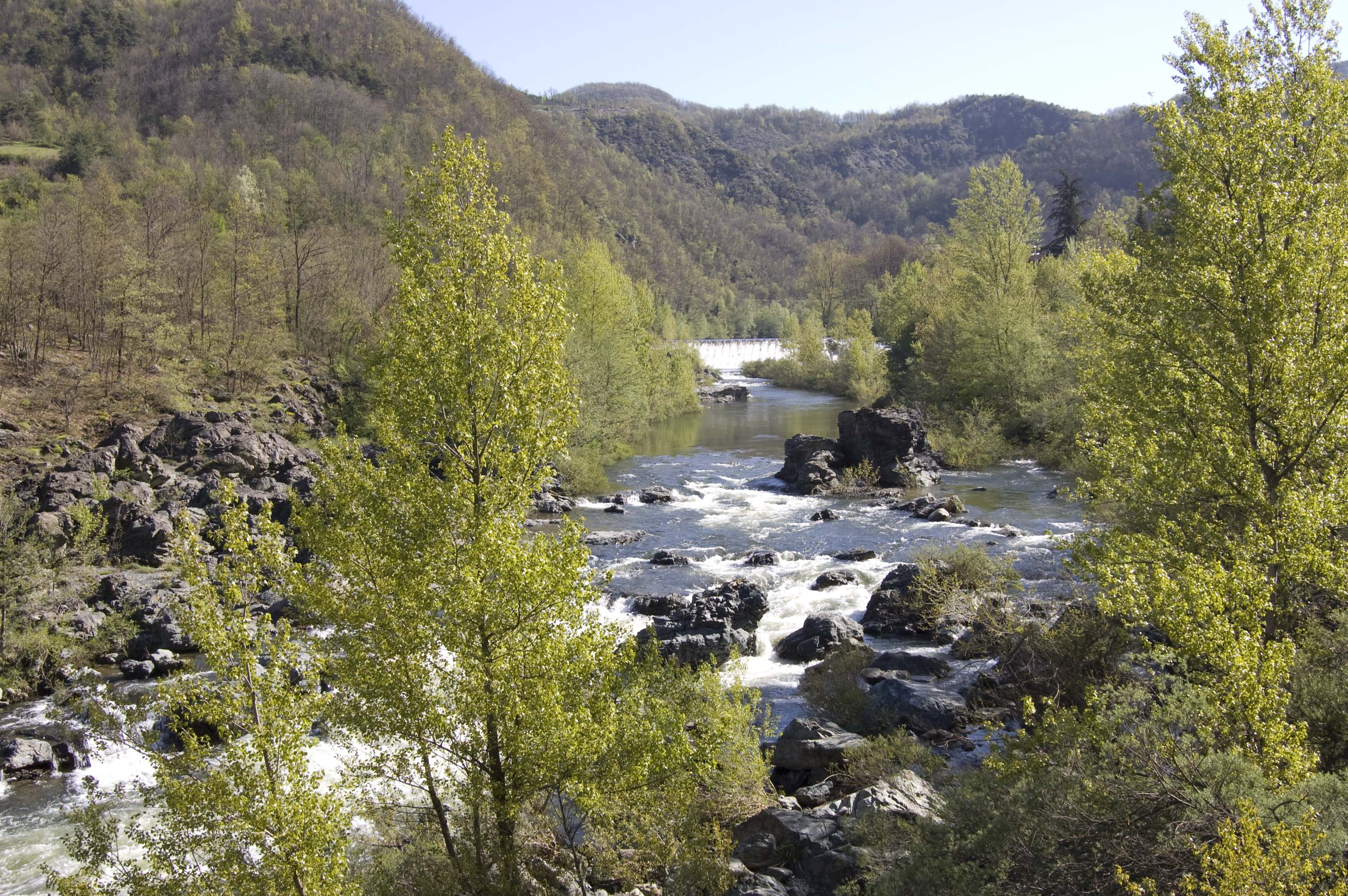
Il Torrente Erro